# Missioni spagnole nel deserto di Sonora
Le missioni spagnole nel deserto di Sonora sono una serie di avamposti religiosi creati dai gesuiti cattolici spagnoli e da altri ordini per insegnare il Cristianesimo ai nativi americani, fornendo inoltre alla Spagna un appiglio nelle terre di frontiera della propria colonia della Nuova Spagna.

## Geografia
Le missioni si trovavano in una zona del deserto di Sonora chiamata "Pimería Alta". Oggi quest'area è divisa tra lo stato messicano di Sonora e quello statunitense dell'Arizona.

## Padre Kino
A partire circa dal 1520, il Regno di Spagna gestì numerose missioni in tutta la Nueva España (composta dal Messico e da parte del Sudovest degli Stati Uniti) in modo da colonizzare con facilità queste terre.
Nella primavera del 1687 un missionario gesuita di nome Eusebio Francesco Chini visse e lavorò con i nativi americani (compresi i Sobaipuri) nella zona chiamata "Pimería Alta". Durante la sua permanenza, padre Eusebio Kino fondò oltre venti missioni in otto diversi distretti missionari.
Si diceva che i gesuiti avessero accumulato una fortuna e che stessero diventando molto potenti. Il 3 febbraio 1768 re Carlo III ordinò la loro espulsione dalla Nuova Spagna e il loro rientro nella madre patria.

## Missioni

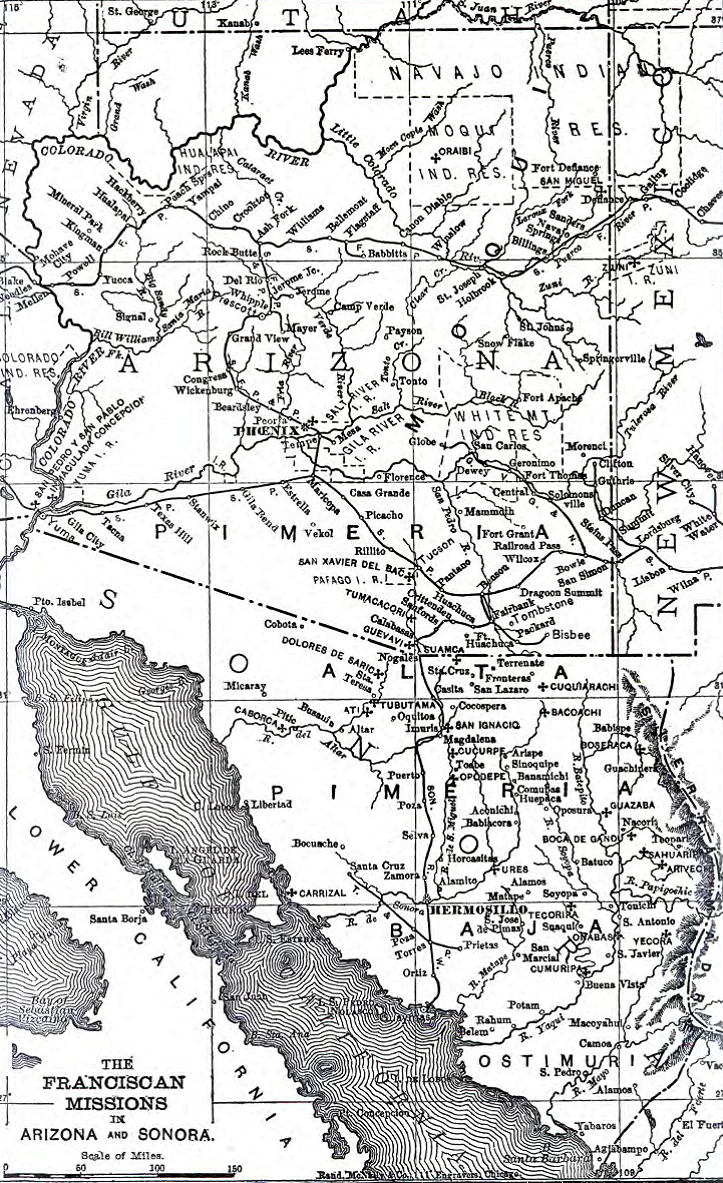

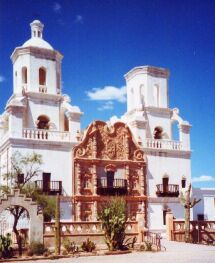
Missione di San Xavier del Bac

- Missione di Nuestra Señora de los Dolores: fondata il 13 marzo 1687. Fu la prima fondata da padre Kino. Fu abbandonata nel 1744.
- Missione di Nuestra Señora de los Remedios: fondata nel 1687 ed abbandonata nel 1730. Non ne resta nulla.
- Missione di San Ignacio de Cabórica: fondata nel 1687 e situata a San Ignacio (Sonora).
- Missione di San Pedro y San Pablo del Tubutama: fondata nel 1687 a Tubutama, Sonora.
- Santa Teresa de Atil: fondata nel 1687 nella piccola città di Atil (Sonora).
- Missione di Santa Maria Magdalena: fondata nel 1687 e situata a Magdalena de Kino, Sonora. Vi si trova la tomba di padre Kino.
- Missione di San José de Imuris: fondata nel 1687 a Ímuris, Sonora.
- Missione di Nuestra Señora del Pilar y Santiago de Cocóspera: fondata nel 1689 e situata a Cocóspera, Sonora.
- Missione di San Antonio Paduano del Oquitoa: fondata nel 1689 e situata a Oquitoa, Sonora.
- Missione di San Diego del Pitiquito: fondata nel 1689 e situata a Pitiquito, Sonora.
- Missione di San Luis Bacoancos: fondata nel 1691 ma subito abbandonata dopo attacchi Apache.
- Missione di San Cayetano de Calabazas: fondata nel 1691 nel villaggio indiano dei Sobaipuri. In seguito vi fu costruita una chiesa. Dopo la rivolta Pima del 1751 insediamento e missione furono spostati sulla riva opposta del fiume divenendo...
- Missione di San José de Tumacácori: che oggi è diventato un Parco Nazionale Storico. La terra coltivata attorno alla missione venne venduta all'asta nel 1834, e la missione fu abbandonata nel 1840. Oggi è il Monumento Nazionale di Tumacácori National Historical Park, Arizona meridionale.
- Missione di Los Santos Ángeles de Guevavi: fondata nel 1691 e luogo della prima chiesa costruita in Arizona meridionale. La chiesa fu inizialmente costruita in un villaggio indiano, ma poi distrutta dalle fiamme, probabilmente durante una rivolta indigena. Nel nuovo luogo venne ricostruita due volte, la seconda e più grande nel 1751. Le sue rovine fanno parte del Tumacácori National Historical Park.
- Missione di San Lázaro: fondata nel 1691 e subito abbandonata per attacchi Apache.
- San Xavier del Bac (O'odham [Papago]: Va:k): oggi a Tucson,  fondata nel 1692, l'edificio attuale risale al 1785. Gli interni sono riccamente decorati con ornamenti raffiguranti un misto di motivi artistici della Nuova Spagna e dei nativi americani. Viene usata tuttora daimembri delle tribù Tohono O'odham e Yaqui.
- San Cosme y Damián de Tucson: fondata nel 1692
- Missione di La Purísima Concepción de Nuestra Señora de Caborca: fondata nel 1693
- Missione di Santa María Suamca]: fondata nel 1693
- Missione di San Valentín de Busanic/Bisanig: fondata nel 1693
- Missione di Nuestra Señora de Loreto y San Marcelo de Sonoyta: fondata 1693
- Missione di Nuestra Señora de la Ascención de Opodepe: fondata 1704
- Missione di Los Santos Reyes de Sonoita/San Ignacio de Sonoitac: una rancheria nei pressi di Tumacacori, fondata nel 1692.